# Federação Pernambucana de Tiro com Arco
A Federação Pernambucana de Tiro com Arco (FPETARCO) é uma entidade oficial que regulamenta o tiro com arco esportivo no estado de Pernambuco. Fundada em setembro de 2000, no Recife, segue as normas da Confederação Brasileira de Tiro com Arco.
O fundador e primeiro presidente da Federação foi Iodelson Solon Cavalcanti Torres, que atua desde sua fundação.
O responsável técnico da federação e mantenedor da escolinha de arco e flecha e dos cursos ofertados em Pernambuco é o Eulálio Cavalcanti.
| Data de Posse    | Nome                             | Cargo           |
| Setembro de 2000 | Iodelson Solon Cavalcanti Torres | Presidente      |
| Setembro de 2000 | Emilio Luiz Sukar Neto           | Vice Presidente |